# Françoise Hugues
Françoise Hugues   (Antoing, 23 de juliol de 1928) és una autora de còmics especialment coneguda pel seu treball a Eric Castel on feia els decorats, l'entintat, la rotulació i el colorejat. Nascuda a Antoing, de pares belgues, va passar la seva infància a França, prop de Lilla. Al tornar a Bèlgica, en paral·lel amb els seus estudis secundaris a l'école Normale d'Institutrice a Celles-en-Hainaut, va ser atreta per l'Acadèmia de Belles Arts i el Conservatori de Música de Tournai: el dibuix i el piano la van apassionar.
Al còmic va formar equip amb Raymond Reding. Fent de colorista de Foundation King (1977); després van treballar junts a Eric Castel (1979-1992).